# Сапожников, Леонид Степанович
Сапо́жников Леони́д Степа́нович (1878 — 1937) — профессор, первый ректор Сибирского ветеринарно-зоотехнического института, основоположник казанской и омской школ ветеринарной хирургии.

## Образование
Леонид Степанович Сапожников родился 13 апреля 1878 г. в семье станового пристава Степана Дмитриевича Сапожникова г. Мамадыш, Казанской губернии. В 1900 г. окончил с отличием Казанский ветеринарный институт, в 1904 г. получил степень магистра ветеринарных наук, в 1906 г. должность приват-доцента, в 1909 г. — профессора. В период с 1909 по 1911 гг. Л. С. Сапожников по поручению МВД находился в заграничной командировке, изучал передовой опыт ветеринарного образования.

## Омский период
Октябрьскую революцию Л. С. Сапожников встретил в чине коллежского асессора. В 1918 году, покинув Казань с войсками белогвардейце и белочехов, профессор вместе с рядом преподавателей (профессор К. Р. Викторов, доцент Л. А. Фадеев и ассистенты А. И. Акаевский, А. Д. Бальзаментов, А. Д. Васильевский, А. А. Ардашев, М. П. Калмыков, С. П. Скворцов) и студентов Казанского ветеринарного института оказался в Омске.
Проблема нехватки ветеринарных врачей в этот исторический период имела государственную важность. В частности, в Омске ещё в царские годы была выделена земля и инвестиции под создание сельскохозяйственного института, но ветеринарный факультет был открыт только 4 ноября 1918 г. под руководством Л. С. Сапожникова с появлением в Омске казанских ученых.
В июле 1919 г. в Омске сменилась власть. Ветеринарный факультет был разграблен колчаковцами и практически перестал существовать. Благодаря усилиям Леонида Степановича факультет был возрожден, а 22 декабря 1920 г. решением Сибревкома преобразован в Сибирский ветеринарно-зоотехнический институт. В состав института изначально вошли три факультета: ветеринарный, зоотехнический и медицинский. Первым ректором института был избран профессор Л. С. Сапожников (1920—1922).

## Казанский период
В 1922 г. Л. С. Сапожников вернулся в Казанский ветеринарный институт и возглавил кафедру общей и частной хирургии. Лекции Леонида Степановича отличались простотой изложения и сопровождались демонстрацией больных животных. Профессор привлекал к хирургической работе студентов, организовал студенческий научный ветеринарный кружок, издавал «Ветеринарный-зоотехнический вестник» с наиболее интересными студенческими докладами. По инициативе Леонида Степановича в Казани были организованы две общесоюзные хирургические конференции.
Л. С. Сапожников опубликовал 26 научных работ по широкому спектру клинических вопросов. Он уделял внимание асептике, грыжам, операциям на мочеполовых органах. Сконструированный Сапожниковым операционный стол для крупных животных применяется и в настоящее время. Под руководством Леонида Степановича защищено 30 диссертаций. Чл.-корр. ВАСХНИЛ, профессор А. П. Студенцов, профессора Оливков Борис Михайлович // Большая советская энциклопедия : [в 30 т.] / гл. ред.  А. М. Прохоров. — 3-е изд. — М. : Советская энциклопедия, 1969—1978., И. Д. Медведев, Т. С. Минкин, В. Г. Зайцев, И. Я. Тихонин, доценты А. П. Азбукин, Рассказовский, А. К. Малюков и многие другие являются учениками профессора Сапожникова.
Умер в Москве 1 июля 1937 года. Похоронен в Казани на Арском кладбище (немецкий участок).

## Потомки и родственные связи
Зять Андрей Петрович Студенцов (25.11.1903—18.12.1967) — чл.-корр. ВАСХНИЛ, профессор, основоположник казанской школы ветеринарных акушеров.
Внучка Ирина Андреевна Студенцова (1.05.1933—17.12.2002) — профессор, фармаколог, соавтор более 250 публикаций, 25 изобретений, руководитель и консультант 30 кандидатских и 10 докторских диссертаций в Казанском государственном медицинском институте.
Правнук Визель Александр Андреевич (24.07.1957, Казань) — профессор, заведующий кафедрой фтизиопульмонологии Казанского государственного медицинского университета.